# 新子雅司
新子 雅司（あたらし まさし、1978年3月1日 - ）は、園田競馬場所属の元騎手で調教師。

## 来歴
1978年生まれ。家庭の都合から中学校卒業後は就職することを考えていたものの、教師からの勧めで騎手を目指すこととなった。中学で野球の経験はあったが、馬に携わったことはこれまで一切なかったという。1995年に騎手免許を取得し、同年4月13日にビクトリーセンヒメに騎乗しデビュー（13着）。その後6月20日にオオエランガーに騎乗し初勝利を挙げた。通算123勝ののち2001年3月6日の騎乗を最後に騎手を引退。騎手引退後は厩務員、調教師補佐を経て2012年6月に厩舎を開業した。同12日に調教師初出走、同27日に調教師初勝利。
2013年4月4日、ユメノアトサキが菊水賞を制し、重賞初制覇。さらに同馬によりこの年の兵庫ダービーも制し、ダービートレーナーとなる。
2014年4月29日、タガノジンガロがかきつばた記念を制し、ダートグレード競走初制覇。
2020年2月20日、ナチュラリーが園田ウインターカップを優勝。前日に行われた園田ユースカップも新子の管理馬であるステラモナークが優勝しており、同一調教師が2日連続で重賞制覇を果たすのは兵庫県競馬においては初めての事象であった。
2023年1月27日、姫路競馬場1レースでモーニングヘイズが勝ち、地方通算1000勝を達成。同年11月3日、大井競馬場で行われたJBCスプリントをイグナイターが制し、GI級競走初制覇を果たした。

## 人物
- 調教師となった現在も、所属馬の調教には新子自身が騎乗する[1]。
- 2015年のJBCスプリントに出走直後に急死した管理馬タガノジンガロの遺髪を、お守り代わりとして胸ポケットに入れていた時期があった（現在は入れていない）[8]。

## 主な管理馬

### ダートグレード競走優勝馬
太字がダートグレード競走。

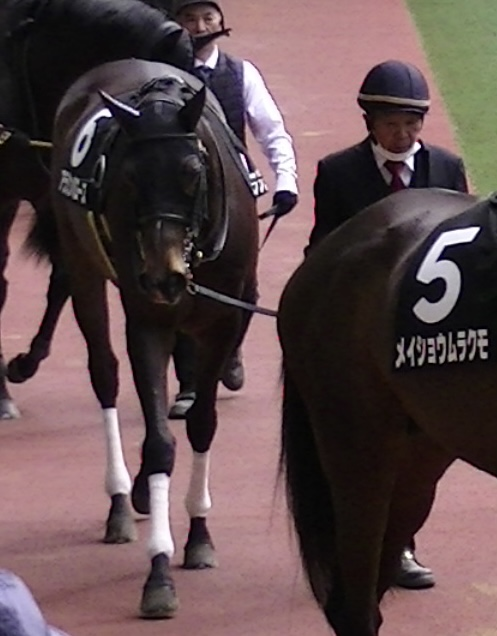
イグナイターで2022・2023年、写真＜6番ゼッケン＞のアラジンバローズで2024年NARグランプリ最優秀短距離馬を受賞（JRA在籍時に撮影）

- タガノジンガロ（2014年かきつばた記念、姫山菊花賞、2015年兵庫大賞典、サマーカップ）
- エイシンヴァラー（2018年黒船賞）
- エイシンバランサー（2018年サマーカップ、サマーチャンピオン、笠松グランプリ）
- イグナイター（2021年楠賞、2022年黒潮スプリンターズカップ、黒船賞、かきつばた記念、2023年黒潮スプリンターズカップ、さきたま杯、園田チャレンジカップ、JBCスプリント、2025年兵庫大賞典）
- アラジンバローズ（2023年鳥栖大賞、2024年新春賞、サマーチャンピオン）

### 地方競馬重賞優勝馬

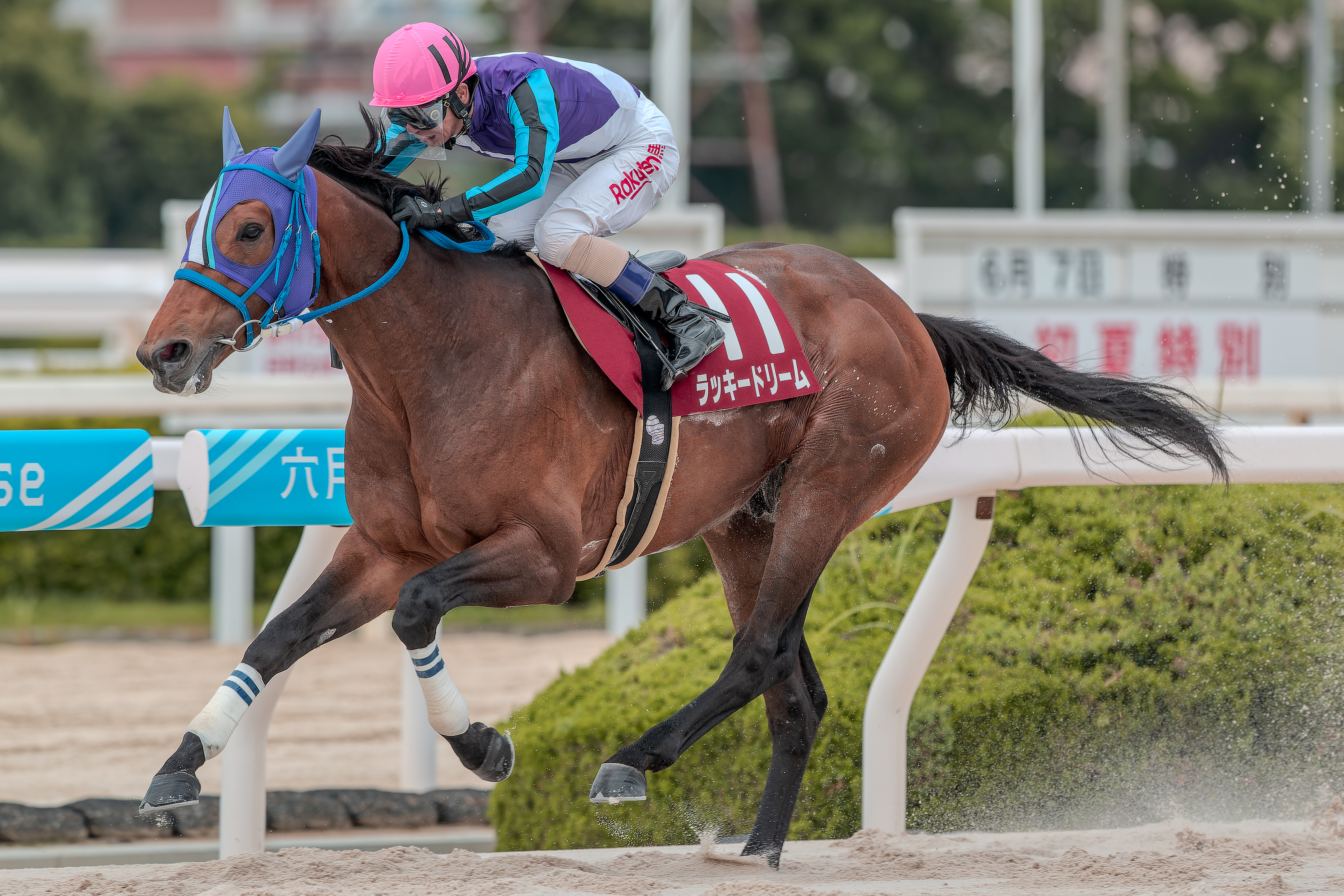
ハンデ戦を除く兵庫県競馬の古馬中長距離重賞を全て優勝したラッキードリーム

- ユメノアトサキ（2013年菊水賞、のじぎく賞、兵庫ダービー）
- アクロマティック（2016年新春賞、梅見月杯、名港盃）
- シュエット（2016年菊水賞）
- ナチュラリー（2016年兵庫若駒賞、2018年・2019年兵庫ゴールドカップ、2019年・2020年園田ウインターカップ）
- タガノギャラクシー（2016年金沢スプリントカップ）
- タガノトリオンフ（2016年・2017年兵庫クイーンカップ）
- タガノヴェリテ（2018年摂津盃）
- タガノゴールド（2018年姫山菊花賞、2018年度・2019年度六甲盃、2019年イヌワシ賞、北國王冠、園田金盃、2020年白鷺賞、兵庫大賞典）
- タガノカピート（2019年園田FCスプリント）
- ステラモナーク（2020年園田クイーンセレクション、園田ユースカップ、若草賞、菊水賞、園田オータムトロフィー）
- タガノジーニアス（2020年名港盃、東海菊花賞）
- パールプレミア（2021年若草賞、2023年兵庫ウインターカップ、サマーカップ）
- エイシンデジタル（2021年摂津盃）
- ベルレフォーン（2022年菊水賞）
- バウチェイサー（2022年ゴールドジュニア、兵庫ユースカップ、兵庫ダービー）
- ラッキードリーム（2022年姫山菊花賞、園田金盃、2023年兵庫大賞典、イヌワシ賞、姫山菊花賞、2024年白鷺賞、六甲盃）
- アキュートガール（2023年新春賞）
- マルグリッド（2023年ル・プランタン賞）
- ヒメツルイチモンジ（2025年ブルーリボンマイル、読売レディス杯）